# Entrada

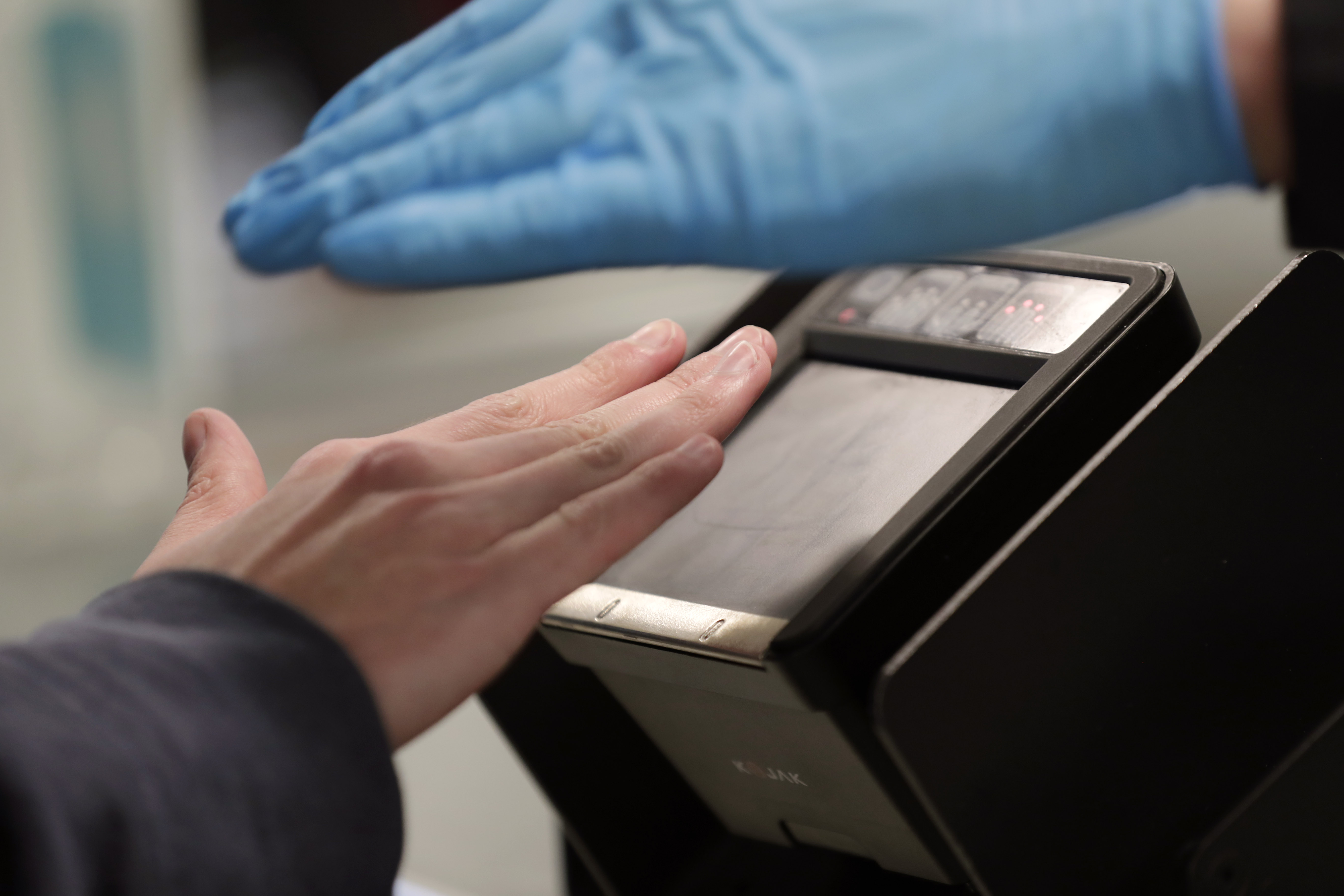
Lector de huellas dactilares.

En teoría de la información, el término entrada se refiere a la entrar recibida en un mensaje, o bien al proceso de recibirla. Tal como la computadora y el mundo exterior.
- En la  interacción humano-computadora, la entrada es la información producida por el usuario con el propósito del control del programa. El usuario comunica y determina qué clases de entrada aceptarán los programas (por ejemplo, secuencias de control o de texto escritas a máquina a través del teclado y el ratón).
- La entrada viene también de los dispositivos de redes y almacenamiento (por ejemplo, impulsores de discos).

Ejemplo: 1 + 2 = 3
- 1 y 2 son las entradas, mientras que 3 es la producción.

En teoría de control, las entradas de un sistema son las señales que se alimentan a este y que pueden ser alteradas por este. En particular, las entradas se diferencian de los estados.

## Teoría de equidad
En la teoría de la equidad, las entradas son las habilidades, el tiempo, el esfuerzo, la pericia, la experiencia o los requisitos que un empleado trae a su trabajo.

## Dispositivos de entrada
- Teclado
- Ratón
- Palanca de mando
- Lápiz óptico
- Micrófono
- Cámara web
- Escáner de código de barras
- Pantalla táctil
- Altavoz
- Memoria USB
- Discos: Disquetes, Discos compactos, DVDs,  Discos Blu-ray
- Impresora